# 14. korpus (Kopenska vojska ZDA)
Za druge 14. korpuse glejte 14. korpus.
14. korpus (izvirno angleško XIV Corps) je bil korpus Kopenske vojske Združenih držav Amerike.